# Suecia en los Juegos Olímpicos de la Juventud 2018
Suecia compitió en los Juegos Olímpicos de la Juventud 2018 en Buenos Aires, Argentina desde el 6 de octubre al 18 de octubre de 2018.

## Medallas
|       | Medalla de oro | Medalla de plata | Medalla de bronce | Total |
| ----- | -------------- | ---------------- | ----------------- | ----- |
| TOTAL | 3              | 2                | 1                 | 6     |

## Medallistas
El equipo olímpico sudafricano obtuvo las siguientes medallas:
| Nombre                      | Deporte     | Competición          |
| --------------------------- | ----------- | -------------------- |
| Oro                         |             |                      |
| Jonna Malmgren              | Lucha       | Libre - Hasta 49Kg F |
| Sara Junevik                | Natación    | 50 m Mariposa F      |
| Jonatan Hellvig David Åhman | Vóley Playa | Equipo M             |
| Plata                       |             |                      |
| Robin Hanson                | Natación    | 200 m Libres M       |
| Elin Lindroth               | Remo        | Skiff F              |
| Bronce                      |             |                      |
| Robin Hanson                | Natación    | 100 m Libres M       |

- Datos: Q48609504
- Multimedia: Sweden at the 2018 Summer Youth Olympics / Q48609504